# Irène Senécal
 (avril 2017).

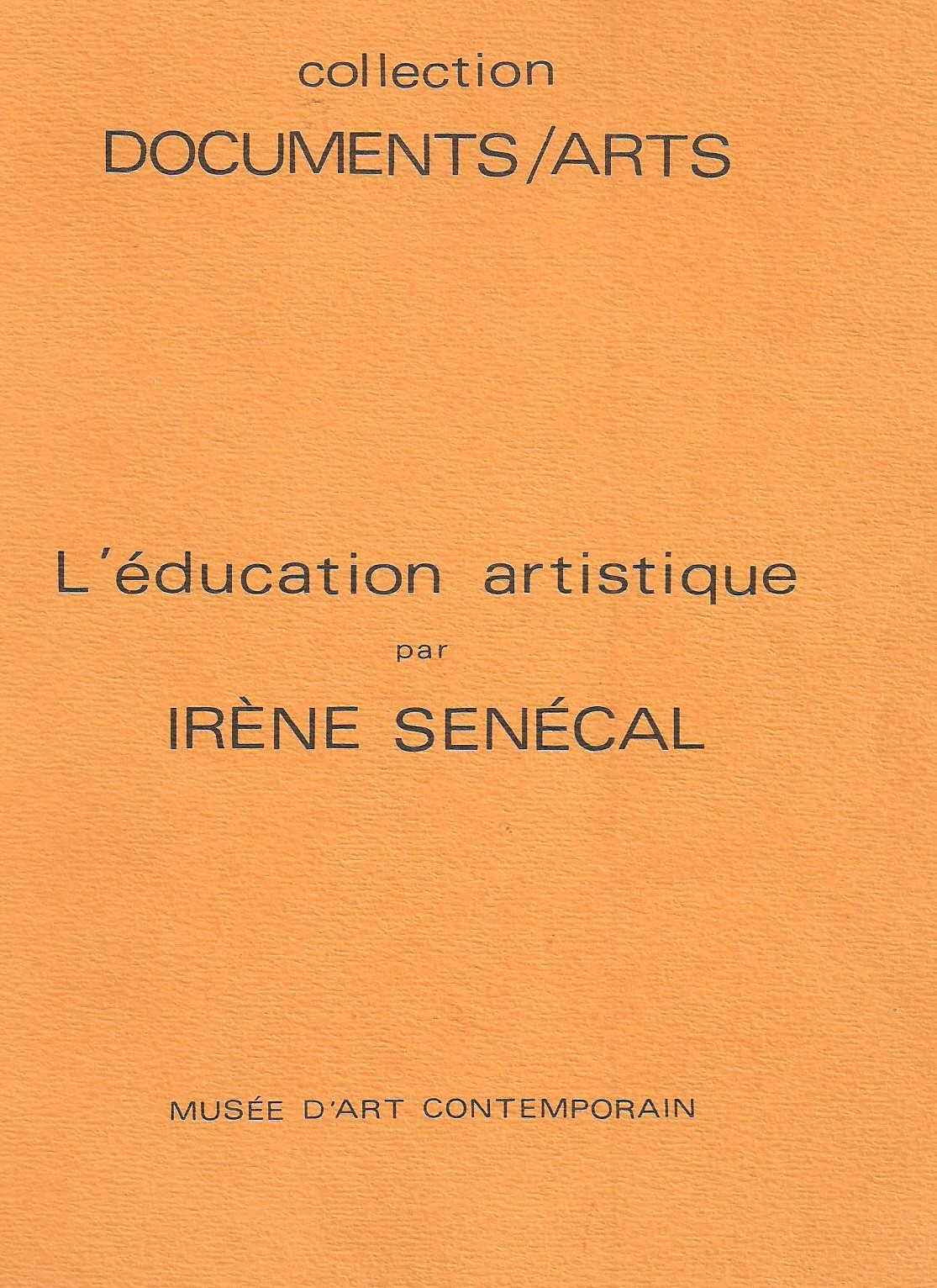
L'Éducation artistique, 1976

Irène Senécal, née le 5 décembre 1901 à Montréal au Québec où elle est morte le 25 novembre 1978 est une peintre et pédagogue québécoise. 
Elle est surtout connue pour ses pratiques novatrices en pédagogie de l'art au Québec (1930-1968). 

## Biographie

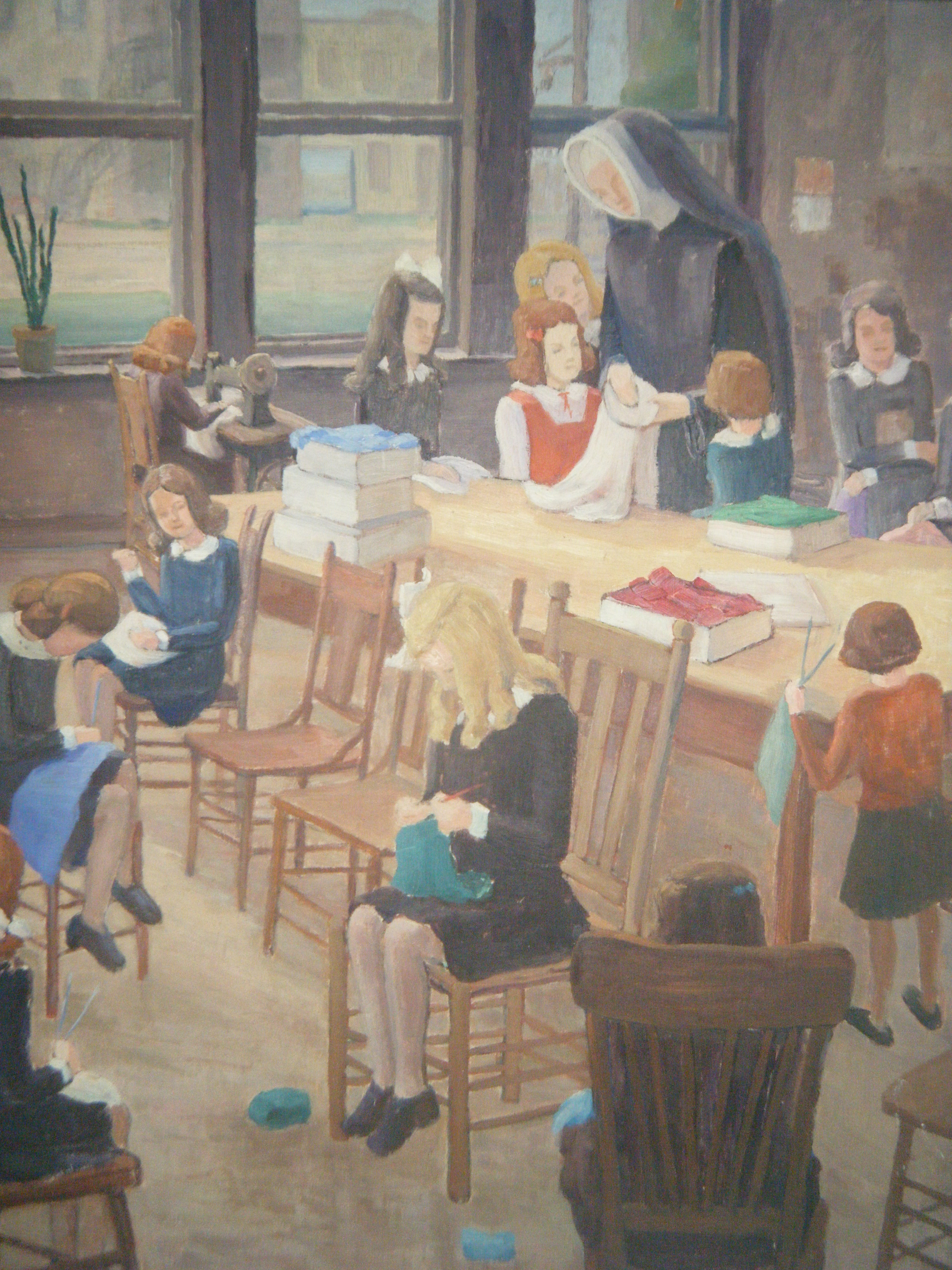
cours de couture

Après des études à l'École des beaux-arts de Montréal (1924-1929), elle enseigne dans cette institution ainsi que dans nombre d'écoles de la Commission des écoles catholiques de Montréal (CECM). Elle s'intéresse à l'enseignement des arts et surtout aux méthodes au sein du curriculum traditionnel. Elle explore de nouvelles approches d'abord dans des contextes parascolaires (bibliothèques, centres d'art, cours du samedi, etc.). Son approche, combinant la maîtrise des arts, l'enseignement et la psychologie contribue à de nouvelles pratiques dans le domaine des arts en instaurant un cours de pédagogie artistique. 
En 1949, elle organise à l'Art Association of Montreal (futur MBAM) une exposition de dessins d'enfants . Mais les méthodes novatrices d'irène Senécal doivent faire face aux résistances de la CECM. C'est finalement à la Commission scolaire de Lachine (Louis-Georges Chassé) qu'elle sera invitée à concevoir les programmes d'enseignement des arts, au primaire et au secondaire. 
« Irène Senécal a rencontré beaucoup d'opposition dans le système scolaire francophone, et l'implantation de ses méthodes pédagogiques s'est faite lentement, au prix d'énormes sacrifices ».
En formant des enseignants à ces nouvelles méthodes, au sein de l'École des beaux-arts de Montréal, Irène Senécal a pu diffuser son approche de l'enseignement des arts à travers la province. Elle se retire de la vie active en 1960, mais continue de fait, à enseigner à l'ÉBAM jusqu'en 1968. Elle reçoit en 1977, un doctorat honoris causa de l'Université Concordia pour sa contribution à la pédagogie des arts au Québec.  
« Deux grands principes fondent sa didactique: des exercices de langage plastique bi et tridimensionnels sont liés à une expérimentation de techniques et de matériaux diversifiés, des thématiques répondent aux stades de développement et aux intérêts de l'élève ».

## Publications
- Berthe Gagnon et Irène Sénécal, Écho de sans cailloux, Montréal, 1948.
- Berthe Gagnon et Irène Sénécal, Un pas de plus Sans cailloux , Montréal, 1949.
- Marie Saint-Pierre, illustrations par Irène Senécal, Une révolte au royaume des fleurs, Montréal : Les Éditions Leméac, 1964.
- L'Éducation artistique, Montréal: Musée d'art contemporain, 1976.
- En collaboration, Sans cailloux: procédés en phonétique, correction du langage, technique de l'éloquence, culture de la personnalité, Montréal : 1946, réimprimé 1957.